# Monterosso Grana
Monterosso Grana – miejscowość i gmina we Włoszech, w regionie Piemont, w prowincji Cuneo.
Według danych na rok 2004 gminę zamieszkiwało 569 osób, 13,5 os./km².